# Castello di Bisceglie
Das Castello di Bisceglie ist die Ruine einer Niederungsburg in Bisceglie in der italienischen Provinz Barletta-Andria-Trani in Apulien.

## Geschichte

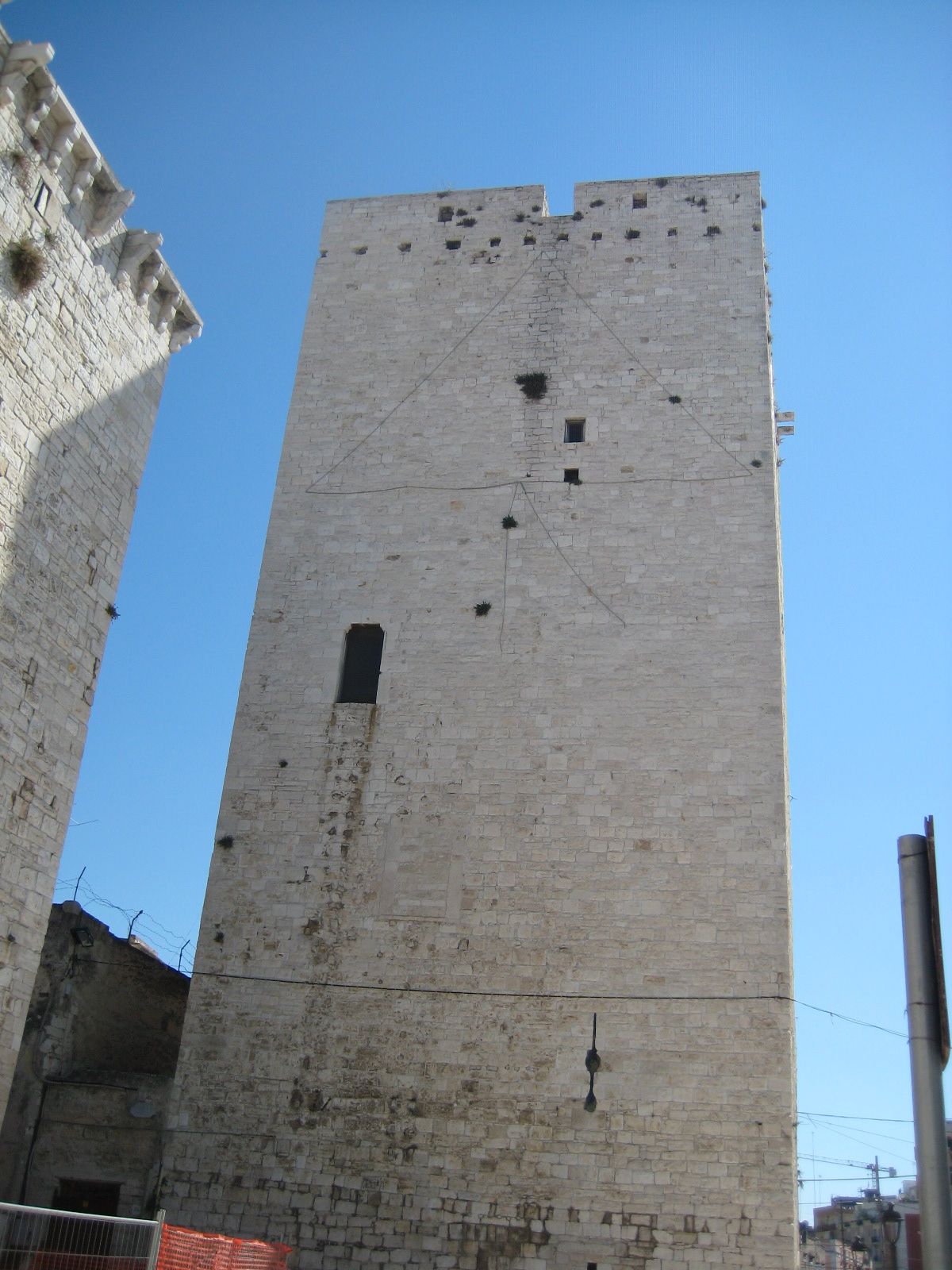
„Maestra“-Turm

Die einzelnen Gebäude des Komplexes stammen aus unterschiedlichen Epochen. Die bisher durchgeführten historisch-philologischen Untersuchungen führten dazu, dass die Ursprünge des Komplexes nicht genau bekannt sind und kontrovers diskutiert werden. Einige Wissenschaftler meinen, dass der älteste Kern aus dem 11. Jahrhundert, der normannischen Zeit, stammen. Graf Peter I. von Trani soll um 1060 den imponierenden „Maestra“-Turm errichten haben lassen, der etwa 24 Meter hoch ist und auf der ganz rechten Seite des Komplexes liegt. Andere Gelehrte meinen, die Burg hätte erst in der ersten Hälfte des 13. Jahrhunderts, in der Zeit der Sueben, in der Nähe des bereits existierenden, normannischen Turms, Formen angenommen. In jedem Falle ist die außerordentliche Erweiterung der Burg Karl I. von Neapel zuzuschreiben, dessen Wappen man an der Krone der Zugangstüre zum Westturm findet. Zeugnis darüber legt auch eine Inschrift am Spitzbogenportal zum „Palatium“ ab. Im aragonesischen Zeitalter folgte eine umfassende Restaurierung – oder eher eine Neuverkleidung – der Burg, die von Umbauten für eine neue Befestigung begleitet wurde. Im Laufe der Zeit aber verlor der Komplex seine hauptsächlich militärische Funktion, da er nicht dazu gemacht war, Angriffen mit Feuerwaffen zu widerstehen, und diente fortan zivilen Zwecken. Die Universität nutzte einen Teil davon als Weizenmühle.

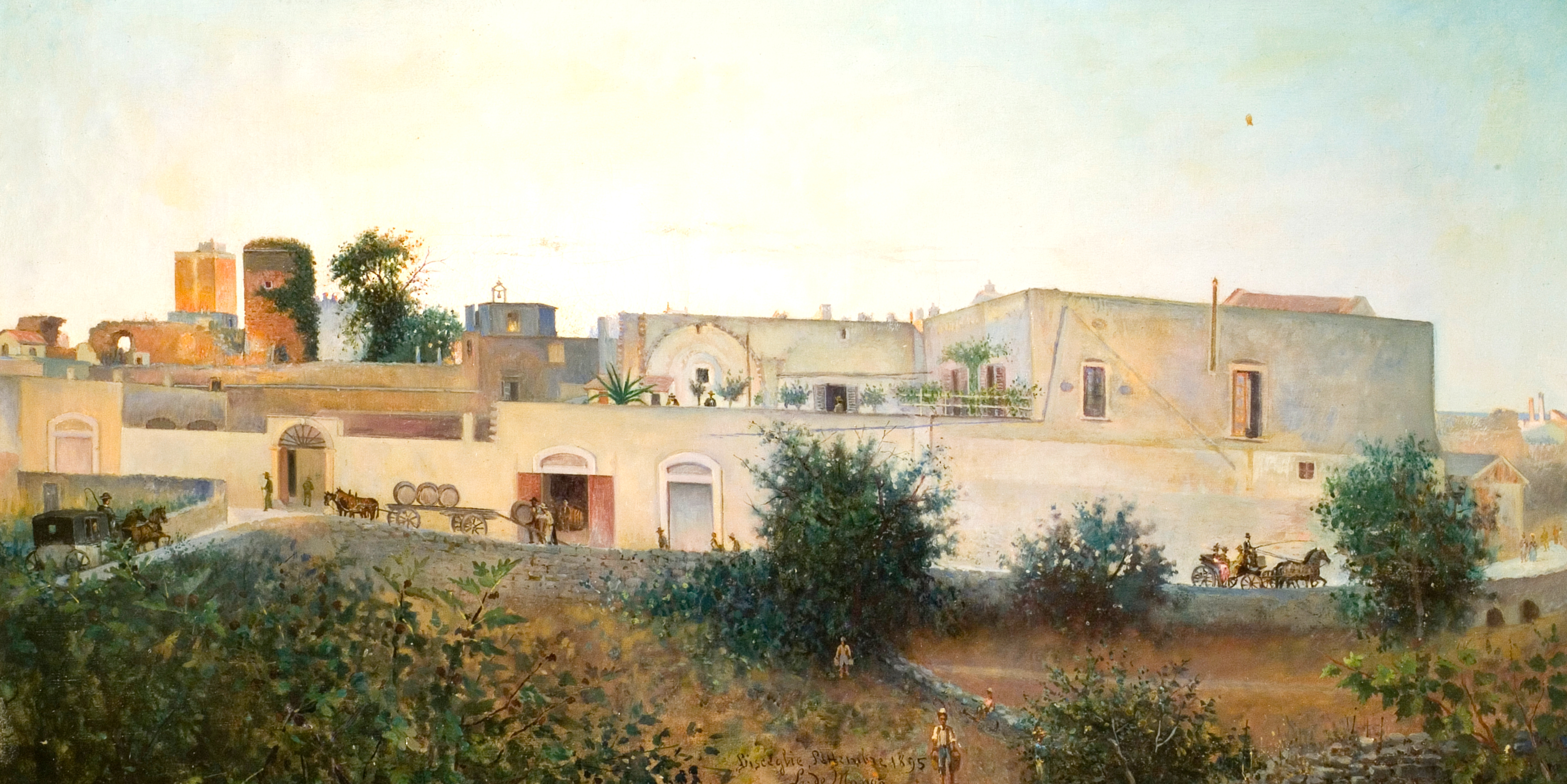
Die alten Überreste der Burg auf einem Gemälde von Leonardo De Mango

Ab dem Ende des 18. Jahrhunderts wurde die Burg von privater Seite einer Reihe von Umbauten unterzogen; die Baukörper zwischen dem „Maestra“-Turm und dem Eckturm in der Nähe der aragonesischen Bastion wurden abgerissen, um die heutigen Gebäude an der Ecke, zwischen dem Corso Umberto I und der Via Porto zu errichten. Ab dem Anfang des 20. Jahrhunderts wurden im Inneren des Komplexes einige Holzschnitzerläden eingerichtet. Der zentrale Turm der Finanzbehörde beherbergte das Zollamt, wogegen im nördlichen Eckturm im Erdgeschoss ein Ofen zum Brotbacken eingebaut wurde; das Obergeschoss wurde in eine Wohnung umgewandelt. Auch auf der Nordseite, zwischen der Fegefeuer-Kirche und dem zugehörigen Friedhof, wurde eine Tischlerwerkstatt eröffnet. Was von der Burg erhalten geblieben ist, wurde ab 1982 Restaurierungsarbeiten unterzogen, die mehrfach unterbrochen und wiederaufgenommen wurden und immer noch andauern. Mit dem Beginn der Restaurierungsarbeiten, die von der Soprintendenza per i Beni Architettonici e Paesaggistici della Puglia projektiert wurden, haben sich einige lokale Wissenschaftler um die Rolle gekümmert, die die Burg und der „Maestra“-Turm innerhalb der Stadt und ihrer Umgebung spielten, und die kulturellen Möglichkeiten, die dieser Komplex in der Zukunft bieten könnte.

## Beschreibung

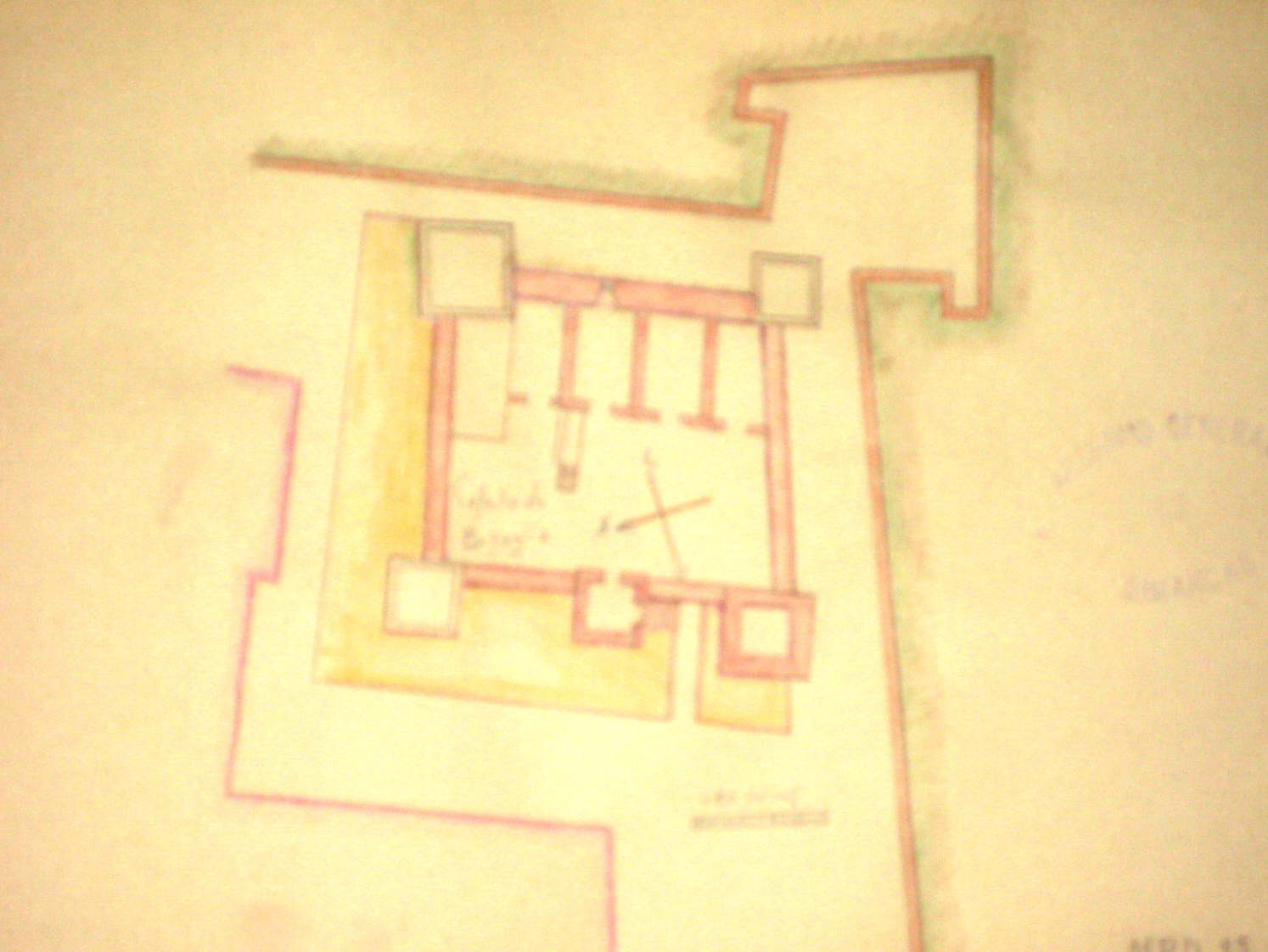
Grundriss der Burg im 16. Jahrhundert

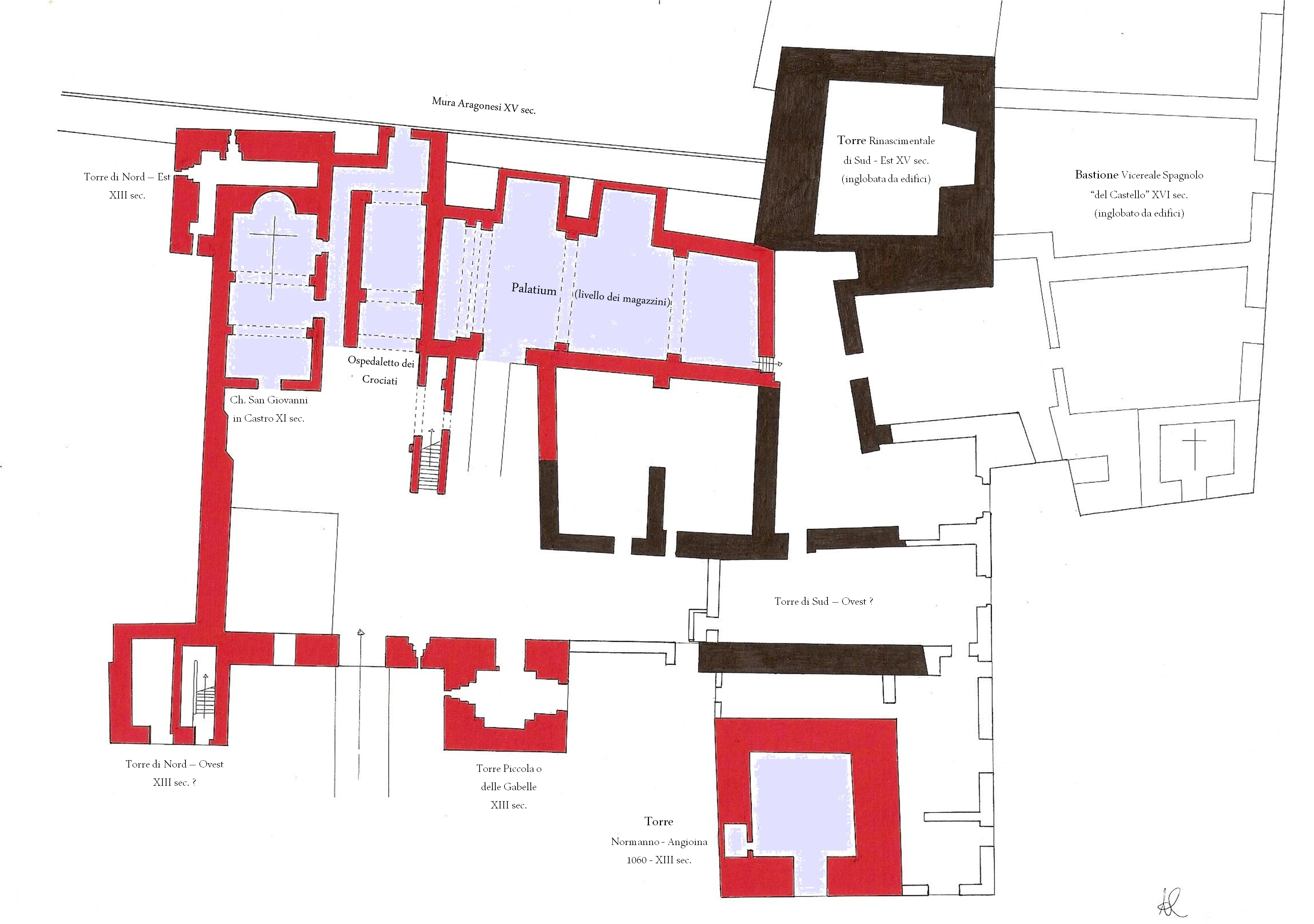
Grundriss (Erdgeschoss) der Burg. In Rot die verbliebenen Gebäude, in Schwarz die Gebäude, die in spätere Bauwerke integriert wurden.

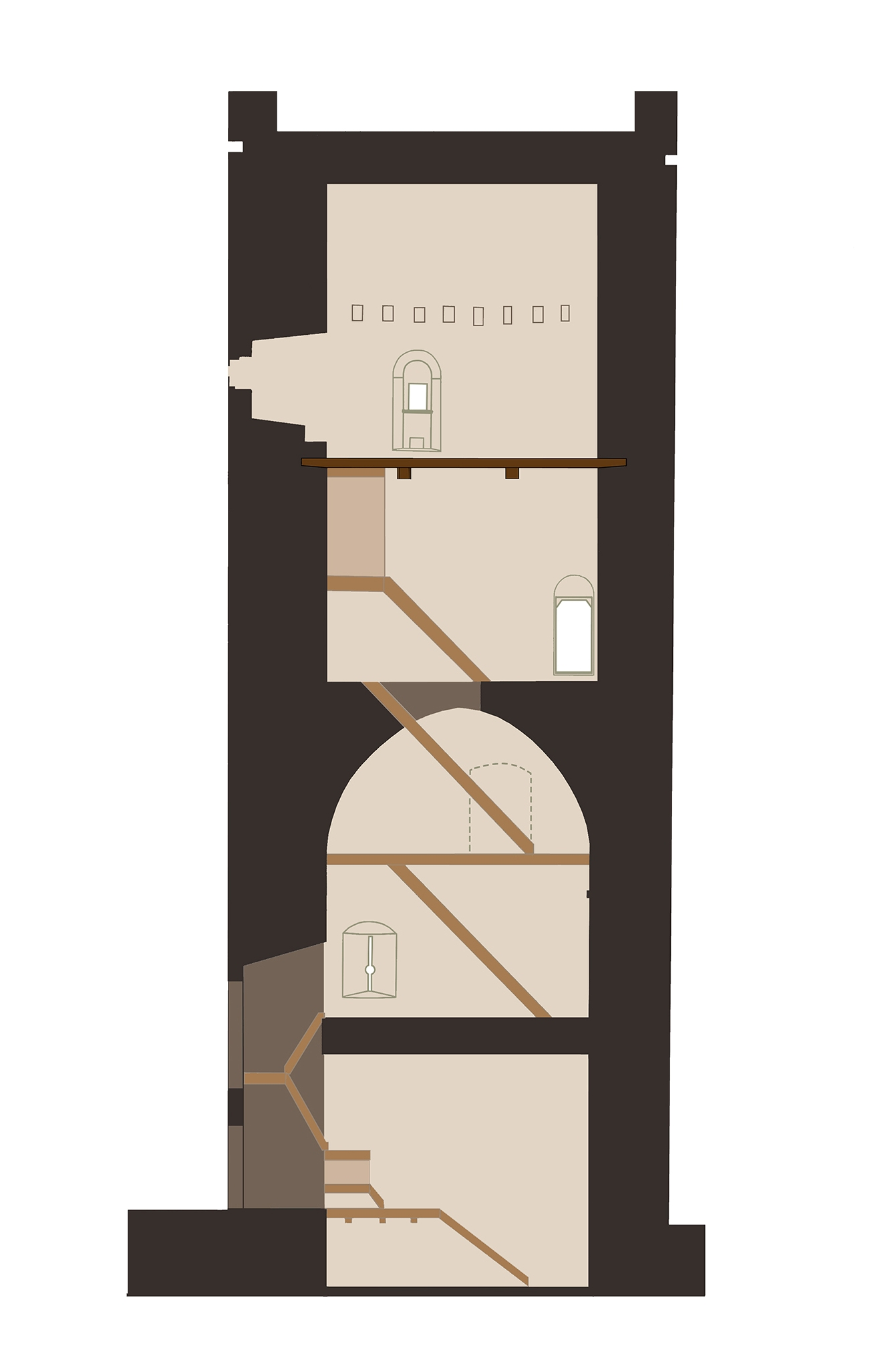
Ost-West-Schnitt des normannischen Turms des Castello di Bisceglie

Die Burg wurde auf einer Felsenbank erbaut. Das älteste Zeugnis des militärischen Komplexes stellt der normannische Turm dar, der „Maestra“-Turm genannt wird und vermutlich im 11. Jahrhundert erbaut wurde. Ab dem 18. Jahrhundert breitete sich die Verteidigungsstruktur, die aus lokalem Kalkstein bestand, über einen quadratischen Grundriss aus, besaß einen Innenhof und war mit vier quadratischen Türmen befestigt, die sich an den jeweiligen Ecken befanden, darunter der imposante „Maestra“-Turm und ein Turm auf der westlichen Kurtine in Korrespondenz mit dem Eingang, der Gabelleturm genannt wurde. Die Ost- und Südseite zeigten zur Stadtmauer hin und waren in aragonesischer Zeit zusätzlich durch eine winklige Verteidigungsstrebe geschützt. Die West- und Nordseite waren von einem Graben umgeben, der die Burg von der Stadt „in Mauern“ trennte. Die Burg war über eine Zugbrücke zwischen dem „Maestra“-Turm und dem Gabelleturm zu erreichen. Die Türme und die Umfassungsmauer waren ursprünglich mit einem Umgang versehen, was man heute noch an einigen Steinkonsolen erkennen kann, die den Lauf der Zeiten überlebt haben. Im Innenhof erstreckt sich das „Palatium“, die ehemaligen Wohnräume des Burgherrn, über zwei Stockwerke; davon sind noch der Eingang und die Reste eines Spitzbogen-Doppelfensters im Hauptgeschoss sichtbar. Die Burg schließt in ihrer Nordostecke die kleine Johanneskirche ein, die eine einfache Giebelfassade mit glatter Verkleidung, versetztem Eingang und einem einzelnen Fenster darüber besitzt. Die Dachschrägen, eingerahmt von fliegenden Strebepfeilern, kulminieren in einem giebligen Glockenturm. Das einzelne Kirchenschiff mit Tonnengewölbe endet in einer kleinen Apsis, die in die Umfassungsmauer eingeschnitten ist und mit stufenförmigen Schrägen abgedeckt wird.

## Bildergalerie

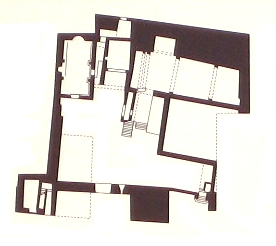
Grundriss der Burg vor der Restaurierung
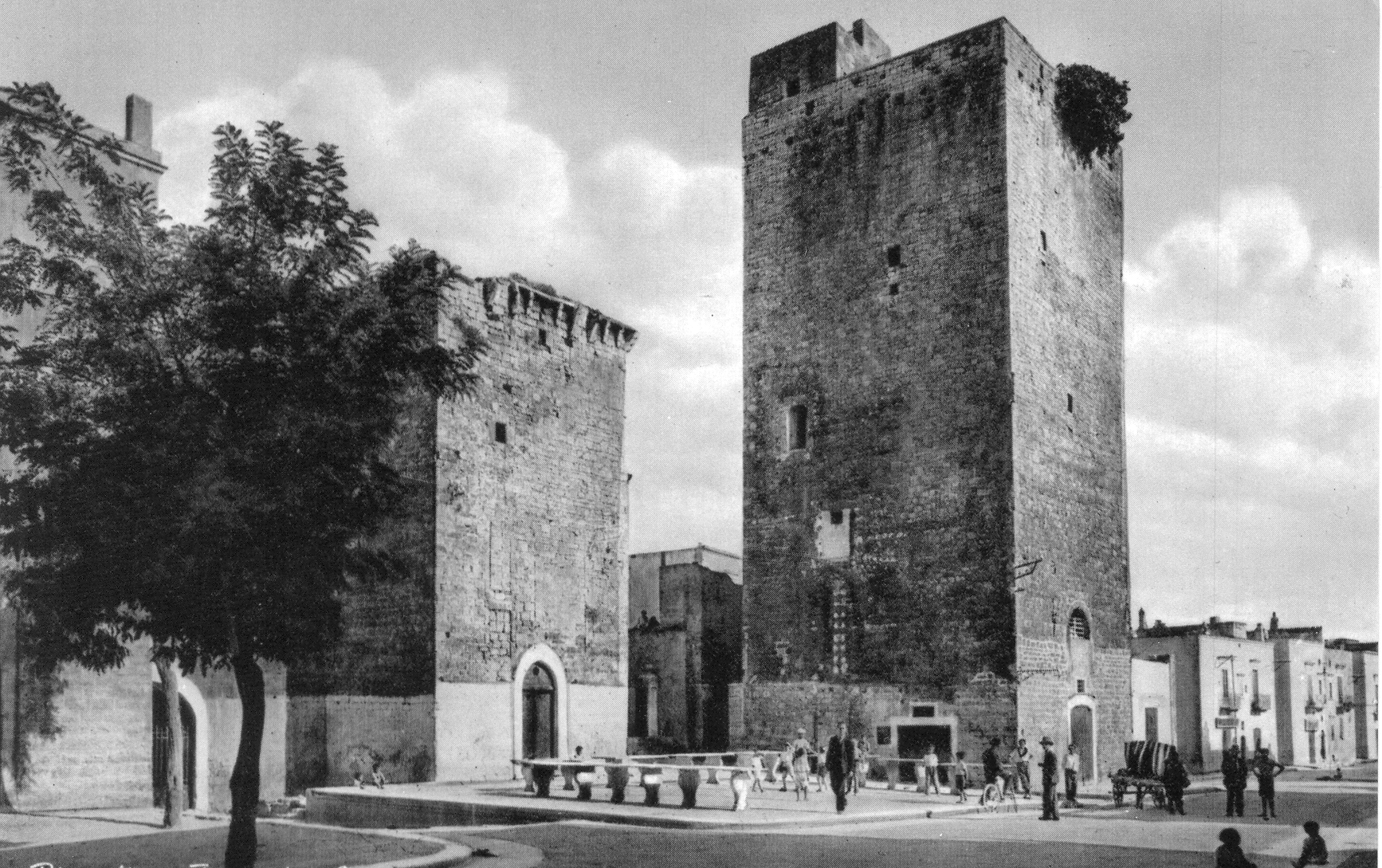
Die Burg auf einem alten Foto aus den ersten Jahren des 20. Jahrhunderts
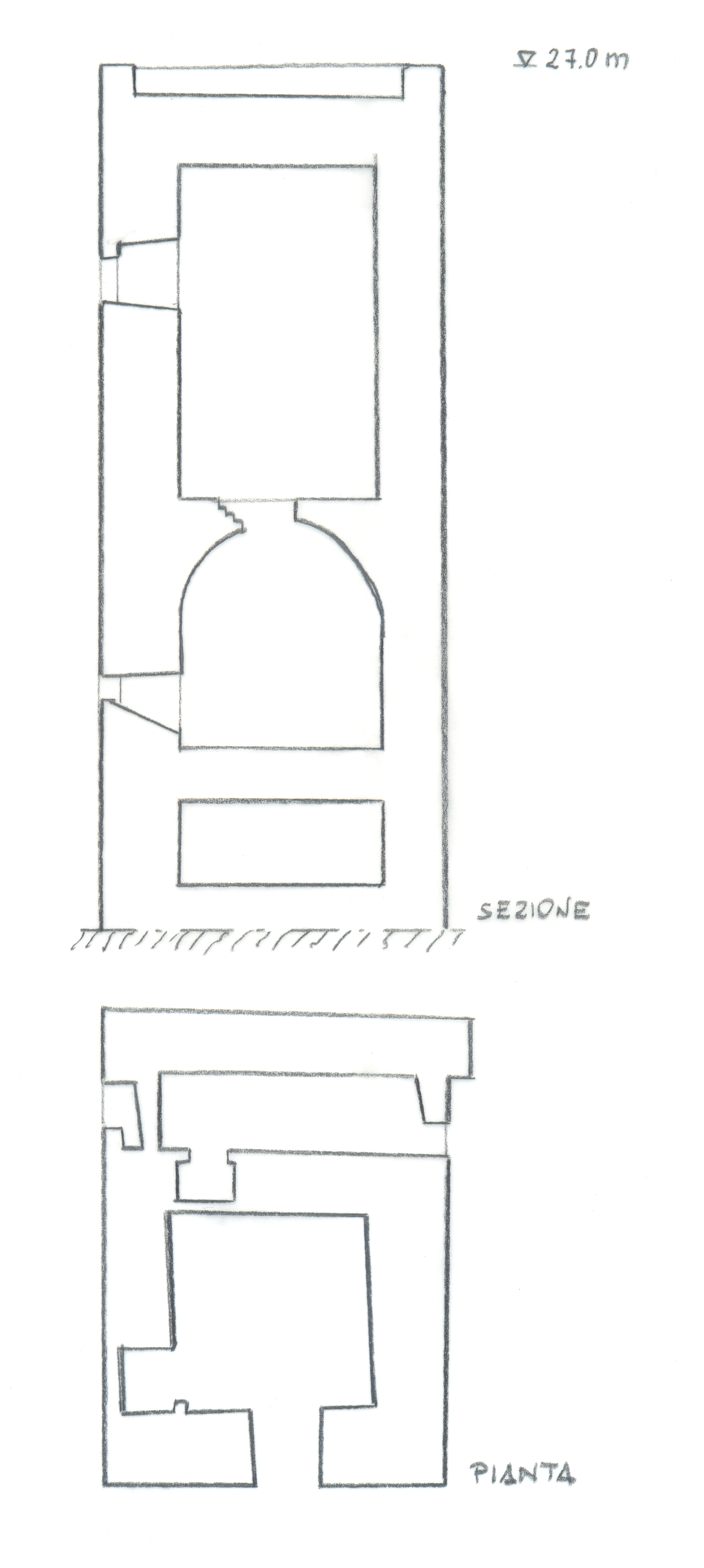
Grundriss und Schnitt des „Maestra“-Turms
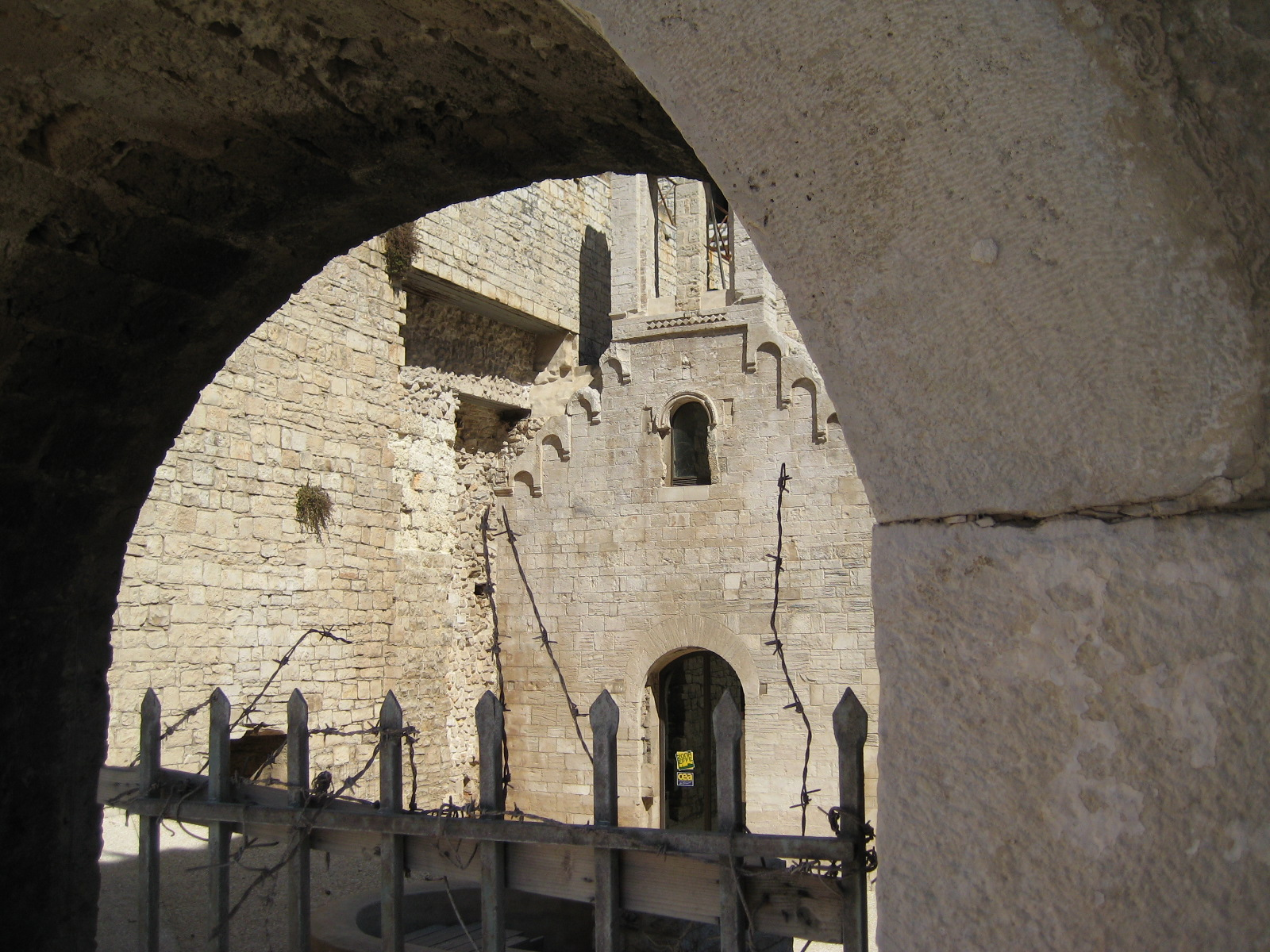
Johanneskirche in der Burg
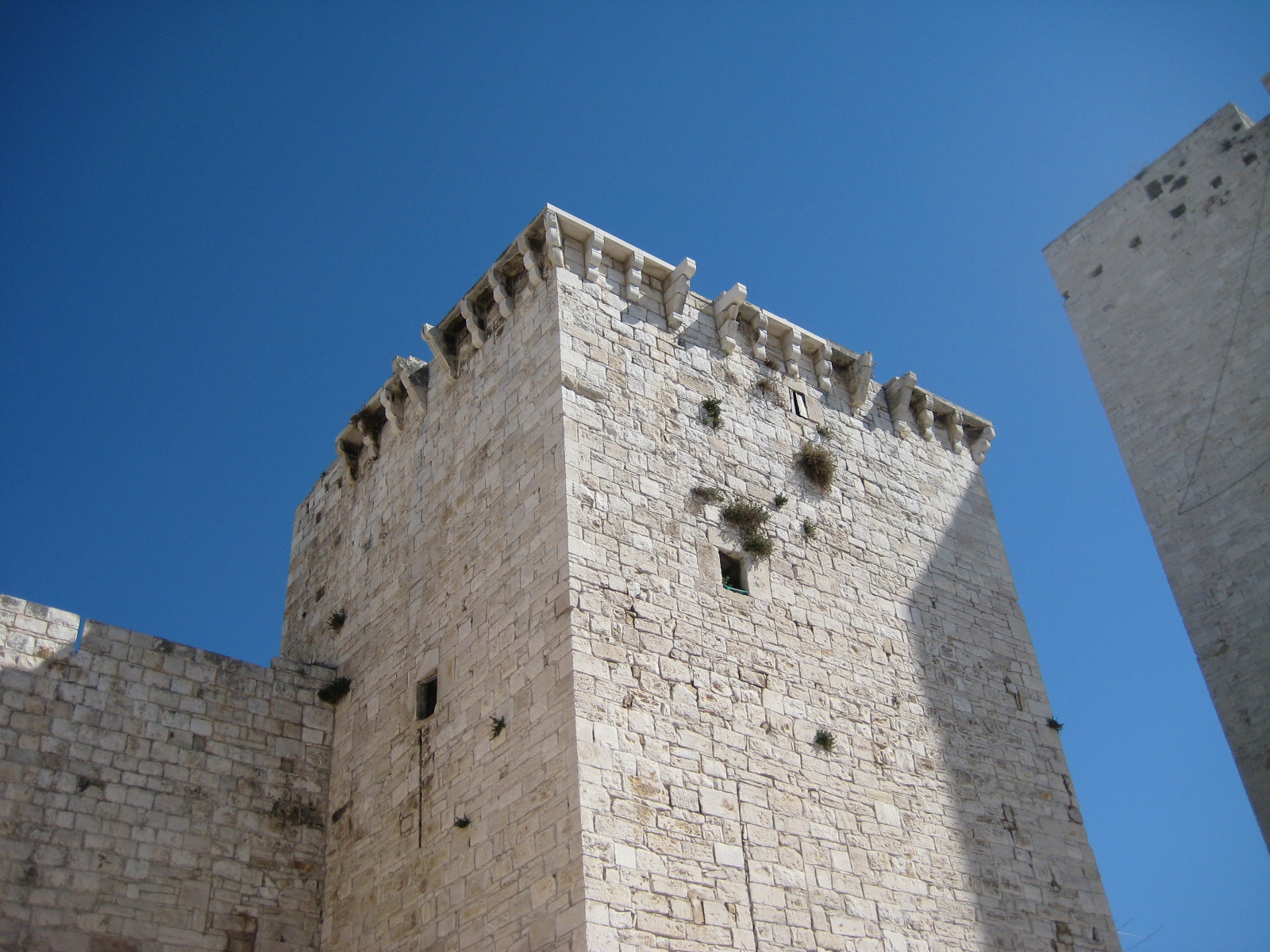
Gabelleturm
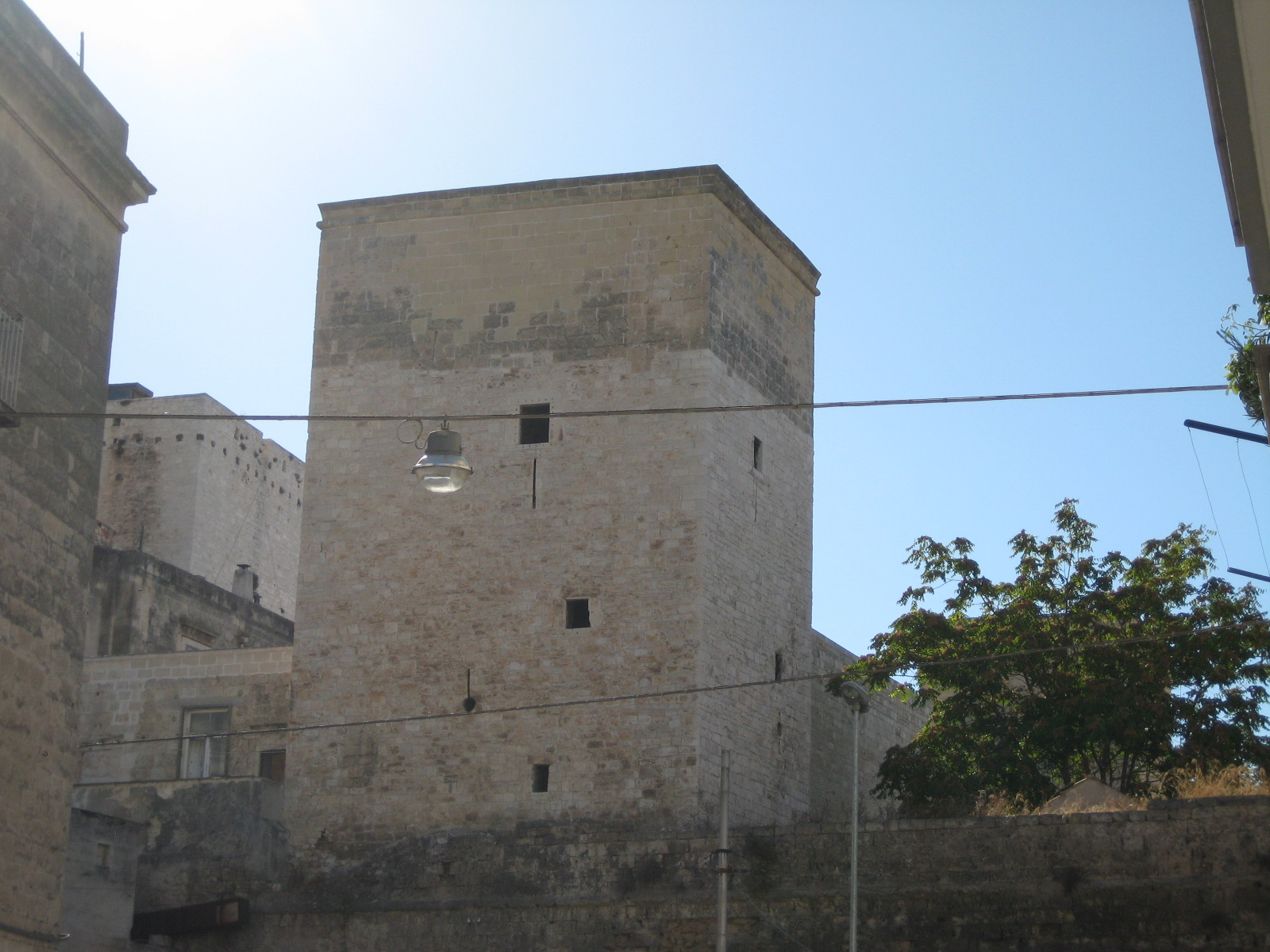
Nordöstlicher Eckturm
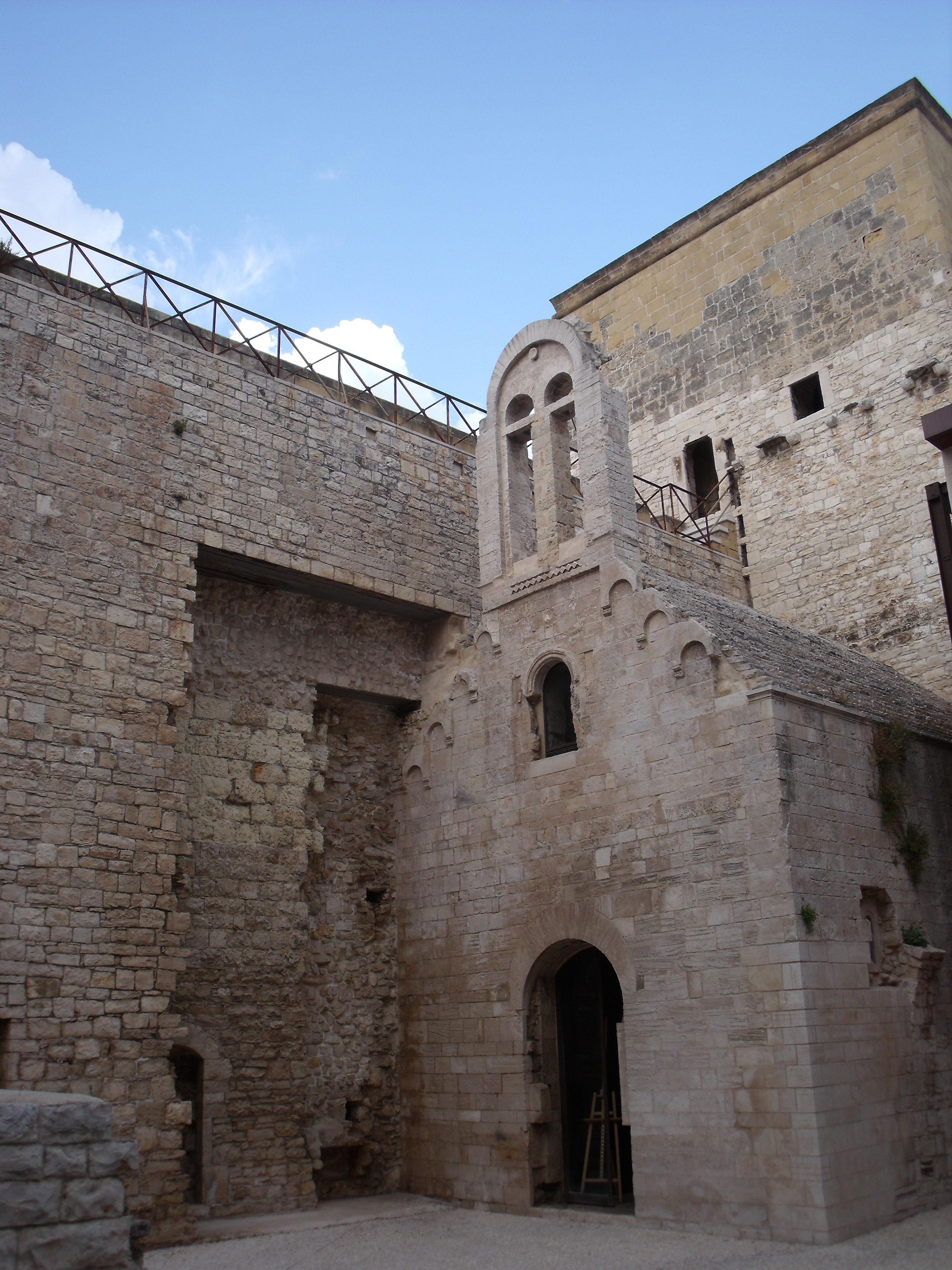
Johanneskirche mit Nordostturm
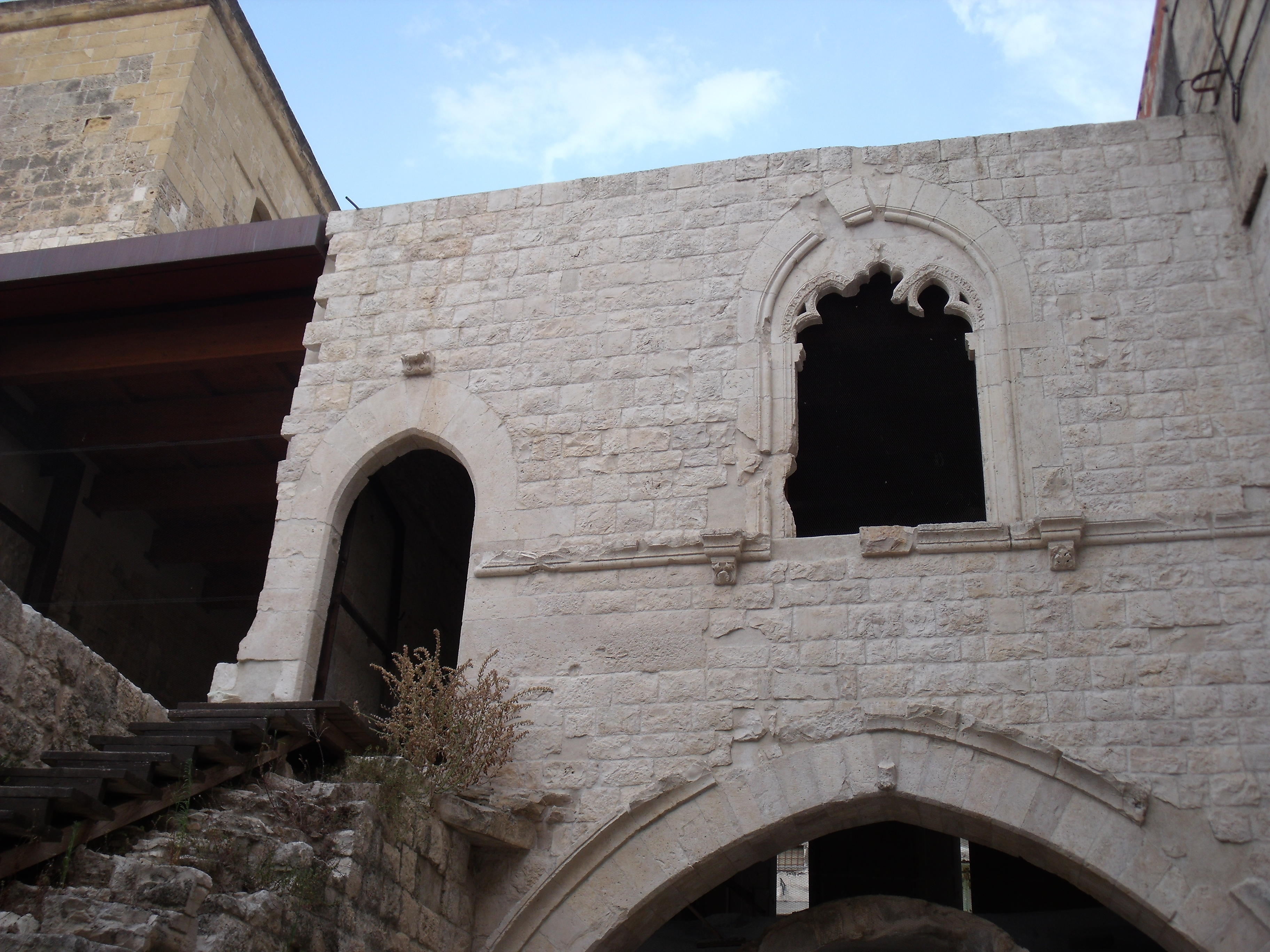
Eingang zum „Palatium“

## Bemerkungen
1. ↑  
Stadtverwaltung.
2. ↑  
Dazu ist es sinnvoll, sich den die parallele Argumentation des Geschichtswissenschaftlers Prof. Giuseppe di Molfetta in Erinnerung zu rufen: Die Burg und die Türme stehen für das „zivile“ Bisceglie, die Stadt, wie die Kathedrale für das „religiöse“ Bisceglie steht, für seine Unterordnung unter die Diözese.
3. ↑  
Der Aufbau erinnert an die Festungen am römischen Limes.
4. ↑  
Dazu sehe man die Analogien mit der benachbarten Margeritenkirche.